# Nanasipauʻu Tukuʻaho

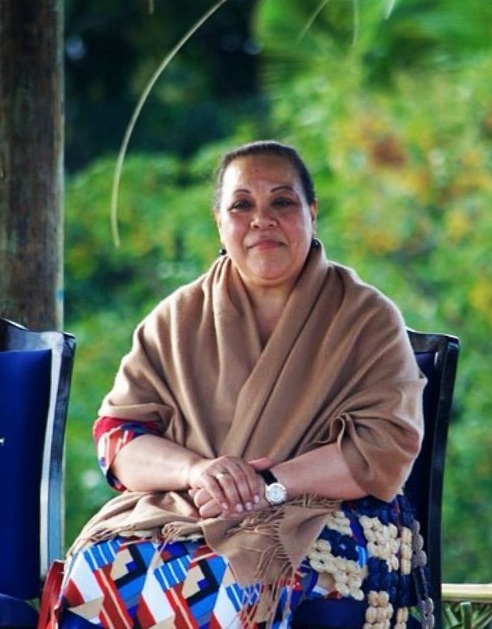
królowa Nanasipauʻu (2015)

Nanasipauʻu Tukuʻaho (ur. 8 marca 1954 w Nukuʻalofie jako Czcigodna Nanasipauʻu Vae) – tongijska arystokratka, od śmierci szwagra króla Jerzego Tupou V 18 marca 2012 królowa Tonga.
Jest córką premiera Tonga w latach 1991-2000 Siaʻosi Tuʻihala Alipate Tupou oraz jego żony Baronowej Tuputupu Vaea. Jej młodszym bratem jest parlamentarzysta i były minister ʻAlipate Tuʻivanuavou Vaea. 11 grudnia 1982 w Nukuʻalofie poślubiła swojego kuzyna drugiego stopnia – księcia Tonga Lavakę Atę (młodszego syna ówczesnego króla Taufaʻahau Tupou IV, a od 2012 monarchę panującego jako Tupou VI). Para ma troje dzieci:
- księżniczkę Lātūfuipekę Tukuʻaho (ur. 1983),
- Siaosi Manumataongo ʻAlaivahamamaʻo ʻAhoʻeitu Konstantina Tukuʻaho (ur. 1985), następcę tronu
- księcia Atę (ur. 1988)